# Nizozemska osamosvojitvena vojna (1568–1609)
Nizozemska osamosvojitvena vojna (1568–1609) je bojevanje nizozemskih provinc za osvoboditev izpod španske nadoblasti v letih 1568-1609. Med vojno si je sedem severnih provinc ustvarilo samostojno vojsko in upravo ter se dejansko ločilo od Španije. Bojevanje je bilo začasno prekinjeno z dvanajstletnim premirjem (1609-1621). S sklenitvijo premirja je Španija posredno priznala obstoj Republike Nizozemske. 
Samostojnost Republike Nizozemske je Španija formalno priznala šele leta 1648, ob koncu drugega dela vojne. Za oba dela vojne skupaj se uporablja naziv osemdesetletna vojna (1568 - 1648).

## Uvod
Nizozemska je bila sredi 16. stoletja pod habsburško oblastjo. Južne dežele (približno sedanjo Belgijo) je priženil Maksimilijan I., ko se je leta 1477 poročil z Marijo Burgundsko, dedinjo Karla Drznega in jih, po bojevanju s Francijo, obdržal z mirom v Senlisu (1493). Maksimilijanov vnuk, cesar Karel V., je temu ozemlju priključil še severne dežele, ki jih je pridobil v letih 1524-43, tudi zaradi medsebojnih sporov lokalnih plemičev. Tako je nastal kompleks sedemnajstih provinc, stikajočih se dežel, ki jih je Karel V. leta 1543 s pragmatično sankcijo proglasil za upravno enoto pod habsburško oblastjo, ki se z dedovanjem ne sme deliti. Edino večje ozemlje, ki je ležalo med njimi in ni bilo pod habsburško upravo, je bila knežja škofija Liege, ki pa je bila tudi fevd Svetega rimskega cesarstva.
Province so bile zelo različno razvite in njihove samouprave so bile prilagojene tej raznolikosti. Na vrhu njihovih samouprav so bili večinoma stadhoulderji (kraljevi namestniki) in zbori deželnih stanov. Habsburžani so pospešeno nadaljevali v Burgundiji začeto centralizacijo upravljanja. Uprave provinc so podredili guvernerju (glavnemu kraljevemu namestniku) v Bruslju, kateremu so svetovali centralni uradi: državni svet, tajni svet in finančni svet. Najvišja sodna avtoriteta je bil veliki svet v Michelnu. V Bruslju se je sestajal tudi državni zbor, v katerem so bile zastopane vse province. Skliceval ga je lahko le kralj ali njegov namestnik, kadar se mu je to zdelo potrebno, ko je npr. želel dobiti pristanek na v naprej pripravljeni sklep. Do sklicev je prihajalo redko in neredno.
Karel je bil rojen v Delftu, počutil se je Nizozemca. S tradicionalnimi upravnimi strukturami nizozemske se je pogajal, pridobival njihove denarne prispevke državi v zameno za privilegije. Ko je začel na Nizozemsko prodirati protestantizem, se je Karel kot veren katoličan temu upiral, vendar z razumno mero.

## Pritiski Španije, prvi nemiri in spopadi (1556 - 1567)
Oktobra 1555 je Karel, še vedno cesar, imenoval za vladarja Nizozemske svojega sina Filipa, ki pa je bil v marsičem njegovo popolno nasprotje. Vzgojen je bil v Španiji v strogo katoliškem okolju in je govoril samo špansko. Na Nizozemsko je gledal kot na špansko provinco, ki se mora pokoravati vladi v Madridu. Za eno svojih najpomembnejših dolžnosti si je zadal, da ohrani v deželi katolištvo kot edino vero. Začela so se preganjanja protestantov, zvečal se je politični in finančni pritisk na prebivalstvo, zlasti na tradicionalno močni srednji obrtniško-trgovski sloj. 
Filip je za guvernerko postavil svojo polsestro Margareto Parmsko. V državni svet v Bruslju je imenoval predstavnike visokega plemstva, med njimi kneza Viljema I. Oranskega, grofa Horna , grofa Egmonta; med najvplivnješimi sta bila škof Antoine Perrenot de Granvelle (kraljev zaupnik) in frizijski pravnik Viglius (predsednik), ki sta bila predlagatelja upravnih reform. Zlasti zahtevam za višanje davkov so se kmalu začeli upirati deželni zbori in državni zbor. Visoki plemiči so kralju začeli pošiljate proteste. Sporna je bila tudi prisotnost španske vojske, ki jo je kralj pustil na južni meji za obrambo pred Francijo in ki je bila sedaj grožnja nizozemski samostojnosti. Zaradi težav pri uveljavljanju reform je kralj leta 1561 poskusil okrepiti svoj položaj z reorganizacijo cerkve, tako da je lahko sam določal število škofij, njihove meje in postavljal škofe. 
Razmere so se zelo zaostrile, ko je papež Filipu II. dovolil, da je ustanovil štirinajst novih škofij, Granvello pa postavil za prvega nadškofa Mechelna in prvaka nizozemske cerkve. Granvelle je s spremembami pridobil velik del posvetne moči na račun plemstva. Visoko plemstvo seveda s tem ni bilo zadovoljno in je pošiljalo kralju predloge, da omili spremembe in preneha s preganjanjem protestantov. Kralj se je odzval z umikom Granvelle iz državnega sveta, ni pa umaknil ukrepov.
Ko je v oktobru 1565 kralj predloge plemstva zavrnil in nadaljeval z zastavljeno politiko, je plemstvo sklenilo vzeti stvari v svoje roke. Ustanovilo je ligo kompromisa, kje so se združili protestanti in pristaši sožitja med verami in aprila 1566 predložili kralju peticijo, ki jo je podpisalo kakih 200 plemičev, v kateri niso obsojali kralja, obsodili pa so inkvizicijo in jo prikazali kot škodljivo siromašenje družbe, sožitja, pridobitev dežele, svobode in uveljavljenih privilegijev. Eden od nasprotnikov lige je peticijo imenoval peticija beračev (nizozemsko geuzen) in naziv geze se odtlej uporablja (častno) za pristaše nizozemskega osamosvojitvenega gibanja
Vzdušje upora sta okrepili še slaba letina 1565 in vojna na Baltiku. Protikatoliška propaganda protestantov je v Flandriji sprožila prve napade na cerkve. Avgusta 1566 se je uničevanje in ropanje cerkvenega imetja razširilo po vsej Nizozemski. Razbijanja svetih podob kot simbolov papeštva (ikonoklazem) sicer ni bilo prav veliko, a jih oblast ni znala obvladati. Plemstvo se je razdelilo v one, ki so divjanje obsojali, in druge, ki so ga podpirali, vmes pa je bilo največ tistih, ki so iskali pot strpnosti. Vendar te niso našli in prišlo je do oboroženih spopadov. Ko je v marcu 1567 po grozljivem obleganju padla utrdba kalvinizma na Valonskem, mesto Valencienne, so postali uporniki malodušni, nehali so pridigati protestantizem, zelo veliko se jih je izselilo v tujino, Anglijo, vzhodno Frizijo in Nemčijo, kjer so ustanovili svoje skupnosti.

## Teror vojvode Albe (1567 - 1568)
Leta 1567 je prispel na Nizozemsko vojvoda Alba z vojsko 10.000 mož, in nalogo, da na hitro uredi razmere, kajti Španiji je v Sredozemlju grozila turška nevarnost. Deloval je brezobzirno. Ni upošteval guvernerke Margarete Parmske. Ustanovil je posebno sodišče (ki so ga kmalu poimenovali krvavi svet), pred katerim nihče ni bil varen in je obsodilo več kot 1000 ljudi na smrt, med njimi grofa Egmonta in Horna. Čeprav sta bila do kraja zvesta kralju, sta bila leto kasneje javno obglavljena na glavnem trgu v Bruslju, ker je Alba menil, da sta preveč popustljiva do protestantov. Imetje obsojenih je bilo zaplenjeno, med njimi tudi posesti Oranskih. Trinajstletnega Viljemovega sina Filipa Viljema (1554-1618) so odpeljali v Španijo, kjer so ga vzgojili v katoliškem duhu, oče ga ni nikdar več videl. Margareta Parmska je iz protesta odstopila, guverner je postal vojvoda Alba. Deželo je zajel nemir. Ocenjuje se, da se je tedaj odselilo okrog 60.000 ljudi, ki so se umaknili v Nemčijo in Anglijo, kjer so iskali somišljenike in podpornike. Med njimi je bil najimenitnejši Viljem I. Oranski.
Vijem Oranski je bil stadhoulder v Holandiji, Zelandiji, Utrechtu in mejni grofiji Antwerpen in najuglednejši plemič v državnem svetu, ki je podpisal peticijo gezov. Vedno je bil do kralja lojalen. Potek dogodkov pa ga je sčasoma preobrazil iz zagovornika plemiških privilegijev, ki je želel kralja opozoriti na Albin teror, v borca za osamosvojitev Nizozemske. Ker je bil od vseh plemičev najvišji po položaju, sam knez in v tem enakovreden kralju Filipu II., je postal v očeh naroda upanje, oče naroda, voditelj, o katerem so napisali pesnitev Wilhelm, ki je postala glavna med vojaškimi baladami gezov, pesmimi, ki so se v francoski in nemški verziji širile po letu 1572 tudi na Valonsko in v Porenje.

## Začetek upora (1568 - 1572)
V letu 1568 so geze od časa do časa organizirale vdore manjših vojaških skupin z morja in iz Nemčije in Francije. Eden od prvih uspešnih vdorov iz Nemčije, ki ga je vodil Viljemov brat Ludvik Nassavski, bitka pri Heiligerlee 23. maja 1568, velja za začetek osemdesetletne vojne za osvoboditev Nizozemske izpod španske oblasti. Bitko so uporniki sicer dobili, a Viljemu je zmanjkalo denarja in njegova vojska je razpadla.
Španija je zaradi vojne s Turčijo in konfliktov s Francijo in Anglijo prišla v finančne težave in kralj je od Albe zahteval, da pokrije stroške vzdrževanja vojske iz davkov na Nizozenskem. Po začetnih neuspelih pogajanjih z državnim zborom je leta 1571 na silo uvedel 10 odstotni davek na promet (alcabala). Zlasti način, kako je davek uveljavil, je povzročil po vsej Nizozemski val ogorčenja, tudi med dotlej lojalnimi katoliškimi krogi.

## Splošen upor in prvi samostojni sklic skupščine v Dordrechtu (1572)
Da bi ustregla španskemu kralju, je angleška kraljica Elizabeta I. v marcu 1572 izgnala geze, ki so se ob umiku iz domovine zatekli v angleška pristanišča. Ti so 1. aprila zavzeli skoraj nevarovano mesto Brill v ustju reke Ems. Prebivalci so jih prijateljsko sprejeli. Novica o uspehu se je hitro razširila. Priložnost za splošen upor je bila ugodna, kajti Alba je v pričakovanju vdora hugenotov z juga večino svoje vojske razporedil ob meji s Francijo. V naslednjih mesecih so protestanti v mestu za mestom prevzemali oblast. Pomorski geze so zavzeli Vlissingen in blokirali ustje reke Šelde in začeli z obleganjem Middelburga. Na vzhodu je iz Nemčije grof Van den Bergh (svak Viljema Oranskega) zavzel večino Gelderlanda in Overijssela. Na jugu je Ludvik Nassavski (brat Viljema Oranskega) s pomočjo hugenotov zavzel ključno postojanko, utrjeno mesto Mons. V juliju 1572, ko so uporniki v Dordrechtu sklicali prvo skupščino brez pooblastila kralja, so bila v severnem delu Nizozemske kralju lojalna le še velika mesta Amsterdam, Rotterdam, Haag in Delft. Viljema Oranskega so tedaj proglasili za stadhoulderja v Holandiji, Zelandiji in Utrechtu in ("ob odsotnosti Njegovega Veličanstva") za pokrovitelja Nizozemske. Obravnavali so pereče finančne, verske in vojaške zadeve in bili soglasni, da nadaljujejo upor.

## Ofenziva vojvode Albe in krčevita obramba upornikov (1572 - 1575)
S šentjernejsko nočjo v Parizu (24. avgusta 1572) pa so se razmere spremenile. Francozi so nehali podpirati upornike, kar je Albi omogočilo protiofenzivo. Nazaj je zavzel Mons, se neusmijeno maščeval mestu Michelen, ker je prej, v maju, samo odprlo vrata upornikom. Masaker v Michelenu je prestrašil druga uporna mesta v Flandriji, Brabantu. V novembru je ob zavzetju Zutphena na vzhodu umrlo na stotine ljudi, kar je povzročilo predajo mest v Gelderlandu in v Overijssel. Uporniki so se umaknili tudi iz Frizije. Upornikom sta ostali le še Holandija i Zelandija, brez Amsterdama, kjer ni bilo upora, in Middelburga, kjer se je španska posadka še vedno upirala obleganju upornikov.
V Holandiji in Zelandiji so grožnje z masakri delovale nasprotno kot na jugu. Sever je bil zgodovinsko bolj navezan na samostojnost, veliko bolj protestantski in ljudje so videli edini izhod v vojaški obrambi samostojnosti. Alba upornikom ni želel dopustiti, da bi se opomogli v prihajajoči zimi, in je nadaljeval s pohodom proti severu.
Na poti je naletel na nepomembno mestece Naarden, kjer je ukazal ubiti vse "moške, ženske in otroke". Preživelo je le nekaj ljudi, ki so se umaknili v temo zasnežene pokrajine. (Ta podoba je ostala v narodovem spominu kot sinonim krutosti in zlobe.) Potem je začel oblegati Haarlem. Prebivalci so se krčevito upirali do 13. julija 1573, ko so se bili prisiljeni vdati zaradi lakote. Alkmaar so uporniki uspeli obraniti. Z zmago v pomorski bitki na Zuiderzee v oktobru 1573 so dobili nadzor nad morjem. Odločilna za usodo upora pa sta bila izida obleganj Middelburga in Leidna. V Middelburgu se je močna španska posadka, ki so jo skušali reševati tudi z morja, vdala upornikom po dvajsetmesečnem obleganju v februarju 1574. V Leidnu so se branili uporniki. Albina vojska je oblegala Leiden od novembra 1573 do marca 1574, ko sta branilcem z vzhoda skušala pomagati Ludvik in Henrik Nassavski (brata Viljema Oranskega) , ki pa sta bitko s Španci pri Mooku zgubila in tudi oba padla v boju. Obleganje se je nadaljevalo v maju. Do avgusta so branilcem pošle vse zaloge hrane. Tedaj so uporniki predrli nasipe (starega) Rena, a vodostaj je bil prenizek in voda ne dovolj globoka, da bi pregnala Špance in omogočila ladjam upornikov dostop do mesta. A bližina rešitve je omogočila branilcem, da so iztisnili iz sebe zadnje moči. Tedaj pa je začelo močno deževati, voda se je dvignila in mesto je bilo rešeno. Če bi padel Leiden, bi bila Špancem odprta pot do Delfa in Haaga in naprej proti severu. Med tem je v novembru 1573 kralj zamenjal Albo. Novi guverner je postal Luis de Requesens y Zúñiga.
.

## Bankrot Španije in gentska pacifikacija (1575 - 1578)
Jeseni 1575 genovski bankirji Filipu II., ki se je med tem zapletel tudi v vojno s Turki v Sredozemlju, niso hoteli več posojati denarja. Requesens je po zvezah dobil v Antwerpnu osebni kredit, a je v marcu 1576 umrl. Čeprav neplačani, so vojaki oblegali Zierekzee, ko pa je ta 2. julija padel, so se uprli in razšli. Tri tedne kasneje so izropali Aalast pri Bruslju in začetkom novembra nekaj dni pustošili po Antwerpnu. Verjetno je bilo v resnici tedaj pobitih nekaj sto ljudi, a protišpanska propaganda je dogodek poimenovala špansko besnenje in poročala o 18.000 ubitih meščanih, kar je spet strnilo vrste sedemnajstih provinc. Nekaj dni kasneje so se južne province in Utrecht v gentski pacifikaciji dogovorile, da se pridružijo Holandiji in Zelandiji z namenom, da izženejo Špance. Skupaj so ustanovile skupščino, ki je zasedala v Bruslju. Skupščina je bila pripravljena priznati novega kraljevega namestnika Don Juana Avstrijskega, zmagovalca pri Lepantu, če odstrani špansko vojsko, prizna določila genske pacifikacije in se strinja, da bo oblast delil s skupščino v Bruslju. Juan, popolnoma brez denarja, ni mogel drugega kot pristati s podpisom večnega edikta. V aprilu je, skladno z ediktom, španska vojska odšla. V nadaljevanju pogajanj pa se je kmalu pokazalo, da se Holandija in Zelandija nikdar ne bosta odrekli kalvinizmu in svoji vladi. V juliju je Juan zapustil pogajanja in se umaknil v Namur. Vijem Oranski je v septembru 1577 zmagoslavno prenesel svojo rezidenco v Bruselj in kasneje v Antwerpen, kjer je ostal do poletja 1583.
Velika nasprotja v stališčih in zahtevah juga in severa so razvnela razprave in konflikte, ki sta jih netili manjšini s skrajnimi političnimi stališči. Militantni kalvinisti so se želeli bojevati proti katolikom, dokler ne bi vseh Nizozemcev spremenili v protestante. Na drugi strani so radikalni katoličani želeli ostati lojalni kralju, vmes pa je bila večina, ki se je zavzemala za versko strpnost, izgon španske vojske in povrnitev starih privilegijev. Viljem Oranski se je zavzemal za strpno pot, a se je s časom vse bolj nagibal na stran kalvinistov, ker so bili ti edini dovolj zavzeti za bojevanje s Španci.
Katoliški Utrecht je sprejel Viljema Oranskega za stadhoderja, s tem da prevladujoča vera ostane katoliška. V Friziji in Gelderlandu so prevladali kalvinisti. Amsterdam je jeseni 1578 dobil protestantsko mestno oblast.

## Povrnitev španske nevarnosti, razdelitev na dve Nizozemski (1578 - 1579)
Kralj Filip II. je koncem 1577 uspel urediti finančne težave, kar mu je omogočilo, da je iz Italije poslal novo vojsko, ki ji je poveljeval Alessandro Farnese, vojvoda Parmski (sin Margarete). Prišel je ravno prav, da je januarja 1578 dobil bitko proti vojski bruseljske skupščine pri Gemblouxu in napredoval proti Leuvnu. Skupščina se je umaknila v Antwerpen. Tedaj je nizozemskim upornikom priskočila na pomoč angleška kraljica Elizabeta I. in skupaj so premagali Špance pri Rijmenamu. Po smrti Don Juana je Farnese postal novi guverner in začel oblegati Maastricht. 
Dogodki so do skrajnosti razgibali politično vrenje na južnem Nizozemskem. Kalvinisti so v notranjih nemirih prevzeli Gent in razširili oblast na okoliška mesta. Spet je prišlo do ikonoklazma. Na vsem južnem Nizozemskem je prišlo do brezupnega razkola med zmernimi katoliki in radikalnimi kalvinisti. Viljem Oranski je pozival k religioznemu miru. Protikatoliški pogromi v Antwerpnu so izzvali napad katolikov na kalviniste v Michelnu, od koder so izgnali protestante in bili spet pripravljeni pogovarjati se s Španci o miru. Nasprotno se je v Gentu, Bruslju in drugih mestih Flandrije in Brabanta povečala navezanost na uporni sever in odločenost, da se znebijo Špancev.
Sever je bil že od nekdaj veliko bolj homogen. Večina njegove moči je bila skoncentrirana v Holandiji. Holandija in Zelandija sta imeli od junija 1575 poenoteno upravljanje. V univerzi v Leidnu sta imeli kreatorja nove državne vere. Do leta 1580 sta uspeli pritegniti v svoj krog Gelderland, Frizijo, Drenthe in mesto Gent. Overijssel je bil v svoji navezanosti razklan. Na severu je tako že nekaj časa nastajal zametek nove države.
Na jugu, kjer je bila španska nevarnost večja in katolištvo močnejše, je nazadnje prevladalo previdnejše stališče. Južne province so se januarja 1579 združile v arraško zvezo, izrazile lojalnost španskemu kralju, potrdile stare plemiške in deželne privilegije in priznale katoliško vero kot edino. V odgovor so se še isti mesec severne province povezale v utrechtsko zvezo in kot edino vero priznale kalvinizem. Viljem Oranski se je iz Antwerpna še vedno prizadeval za enotno Nizozemsko in toleranco med verama, a ko so k arraški uniji pristopile tudi dotlej uporu privržene valonske province z namenom, da bi se pomirile s Španijo, je 3. maja 1579 tudi on podpisal utrechtsko zvezo. V maju so se Holandiji, Zelandiji in Utrechtu v zvezi pridružila še mesta Antwerpen, Breda, 's-Hertogenbosch in nekaj manjših mest. S tem so propadla prizadevanja za enotno Nizozemsko.

## Ponovno špansko osvajanje, ločitev od španske krone (1579 - 1585)
Španci so junija 1579, po štirimesečnem obleganju, zavzeli Maastrich in Farnese tedaj ni mogel preprečiti masakra. Februarja so zavzeli zahodno-flandrijsko mesto Kortrijk, od koder so napredovali v treh smereh: proti severovzhodu, jugovzhodu in jugozahodu. Čete antwerpenske skupščine so s pomočjo Angležev v aprilu spet osvojile Mechelen.
Viljem Oranski je še vedno iskal rešitev za Nizozemsko kot celoto, to pot v navezavi na Francoze. Pokroviteljstvo za državo je iskal v bratu francoskega kralja vojvodi Anžujskem. V juliju 1581 se je skupščina v Antwerpnu z aktom odpovedi odrekla Filipu II. in na njegovo mesto je s prisego stopil vojvoda Anžujski (Hercul François), ki je pripeljal s seboj francoske čete.
Med tem se je Filip II. rešil turškega pritiska, dobil je pošiljko srebra iz Amerike in s tem denar za novo vojsko. Septembra 1580 je imel Farnese že 45.000 vojakov in oktobra 1582 61.000 vojakov. Junija 1581 so katoličani v Bredi sami odprli vrata Špancem. Naslednje leto je Farnese vdrl v Gelderland, novembra je zavzel Steenwijk, pomembno utrjeno mesto na križišču med Overijssel in Frizijo. Morala na uporniški strani je padla, komandanti so sklepali skrivne dogovore s Farnesejem. Užaljen zaradi neupoštevanja njegove avtoritete, je hotel vojvoda Anžujski v januarju 1583 z vojaškim udarom vzeti oblast v svoje roke. Zavzel je Dunkirk, Aalast in nekaj krajev v Flandriji, v Antwerpnu pa so meščani prijeli za orožje in pobili na stotine Francozov. Položaj je postal za Anžujskega nemogoč in v juniju je zapustil Nizozemsko.
Poleti 1583 so Španci zavzeli Dunkirk in Nieuwport. V juliju 1583 je Viljem Oranski prenesel svojo rezidenco v Delft. Bil je še vedno vodja upora, vendar z manjšim prestižem kot ob začetku upora. Holandija je med tem ustvarila zametek vlade. Postala je edini center moči. Skupščina se je sestajala odslej v Middelburgu, Delftu in končno v Haagu. 
V aprilu 1584 so Španci zavzeli Ieper, v maju Brugge in v septembru Ghent, trdnjavo kalvinizma. Vijem Oranski je še vedno videl v morebitni navezavi na Francijo manjše zlo od španskega . Debato med holandskimi politiki, ali naj Viljemu Oranskemu podelijo naslov grofa Holandije in Zelandije ali ne, je končal strel katoliškega skrajneža, ki ga je julija 1584 umoril na ulici Delfta.
Po Viljemovi smrti je izvršno oblast prevzel državni svet, raad van state ( prej je imel le posvetovalno funkcijo), ki je prevzel skrb za vojsko in mornarico in vodenje vojne. V obdobju 1576-83 sta bili dve vojni žarišči in dve vojaški poveljstvi. Od leta 1583, zlasti pa po Viljemovi smrti, je Holandija sama prevzela vodstvo in skrb za vire, potrebne za upor.
Ko so Španci zavzeli že večino Brabanta in Flandrije, je utrechtska zveza, kljub številnim pomislekom in nasprotnim mnenjem, v februarju 1585 še enkrat ponudila francoskemu kralju, da prevzame pokroviteljstvo nad njo. Henrik III., sam v državljanski vojni, je ponudbo odklonil.
Španci so v marcu zavzeli Bruselj, v avgustu je padel Antwerpen, tedaj daleč največje in najbogatejše nizozemsko mesto. (Španci so ga oblegali od julija 1584; obkolili so ga tako, da so pod mestom zgradili preko reke Šelde več kot 700 m dolg pontonski most.) Farnese se je držal obljube, ki jo je dal meščanom; po zavzetju ni bilo nobenega ropanja, v mestu je bila spet dovoljena samo katoliška vera, kdor pa je želel, se je lahko z imetjem izselil. V naslednjih 4 letih je Antwerpen zapustila polovica prebivalcev (38.000 od 80.000). Večinoma so se preselili v Amsterdam, ki je, tudi s tem prilivom prebivalstva, prevzel dotedanjo vlogo Antwerpna v trgovini in gospodarstvu tega dela Evrope.

## Pod angleškim pokroviteljstvom (1585 -1587)
V stiski je maja 1585 skupščina utrechtske zveze ponudila angleški kraljici Elizabeti I., da prevzame suverenost nad zvezo provinc. Kraljica je ponudbo sprva odklonila, ker ni hotela posegati v vladarske pravice španskega kralja. Potem pa je prevladala bojazen, da bi propad provinc preveč oslabil protestantizem v Evropi in vzbudil katoliškim silam skomine po Angliji in Irski. Avgusta 1585 je bila tako v Nonsuchu podpisana pogodba, po kateri je Anglija poslala v Holandijo 6350 pešcev in 1000 konjenikov, za katere so si stroške delili. Robert Dudley, lord Leicesterski, je bil imenovan za namestnika angleške kraljice (guvernerja) na Nizozemskem. Politično in vojaško naj bi vodil province s pomočjo spremenjenega državnega sveta (raad van state), v katerem je imela Anglija dva glasova. 
Največja avtoriteta na holandski strani je bil tedaj Johan van Oldenbarnevelt , ki sicer ni imel visokega formalnega položaja, bil je raadspensionaris, najpomembnejši uradnik in govornik v paralmentu, ki si je ustvaril ugled kot sodelavec Viljema Oranskega. Prehitel je Angleže in že pred prihodom Dudleya postavil za stadhoulderja Holandije in Zelandije in poveljnika vojske Mavricija, grofa Nassauskega, sedemnajstletnega drugega sina Viljema Oranskega (čeprav naj bi to bila pristojnost novega raad van state).
Dudley si je izbral rezidenco v Utrechtu in si skušal s spremembami upravljanja pridobiti čim več oblasti. Po svoje je oblikoval centralno finančno komoro. Vpeljal je embargo na trgovino s področji pod špansko upravo, ki se je sicer izkazal kot koristen, a je tudi domačim trgovcem odnesel velik del dohodka, zaradi česar so mu nasprotovali. Pomanjkljivo oskrbovana in slabo plačana angleška vojska je z neprimernim obnašanjem vznemirjala prebivalce, ki so imeli težave tudi s številnimi priseljenci z juga.
S prihodom Angležev so pridobili na moči radikalni kalvinisti, ki so čutili podporo v angleški reformirani cerkvi in ki so poleg plemstva, ki mu je meščanstvo pobralo političen vpliv, tvorili Angležem naklonjeno stranko. V Utrechtu so avgusta 1586 osvojili oblast in postali jedro Dudleyevih političnih pristašev.
Oldenbarnevelt je v decembru 1586 izkoristil trenutno Dudleyevo odsotnost in v skupščini dosegel omilitev trgovskega embarga in sprejem zakonov, po katerih je oficirje, ki jih je plačevala Holandija, nastavljal stadhoulder, ki je moral tudi predhodno odobriti vsak premik čet.
Ko se je Dudley vrnil, je našel svojo politično stran oslabljeno. Rešitev je iskal v puču. V septembru je pripeljal v Holandijo nove čete, zavzel Goudo, Schoonhoven in nekaj manjših mest. V Haagu je skušal prijeti Mavricija in Oldenbarnevelta, kar pa mu ni uspelo. Tudi v Leidnu, mestu z zelo velikim številom priseljencev, radikalnim kalvinistom, ki so imeli podporo na teološki fakulteti, ni uspel prevzem mestne oblasti. Dudly je osebno poskusil še v Amsterdamu. Ko tudi tam ni uspel, se je decembra 1587 vrnil v Anglijo. Angleški predstavniki v raad van state so ostali še mnogo let, dokler province niso vrnile Angliji vsega denarja, ki ga je vložila njim v pomoč.

## Konsolidacija Republike (1588 - 1589)
Po odhodu Dudleya province niso iskale novega pokrovitelja in so delovale kot republika. Ta je bila notranjepolitično spet dodobra razburkana. K umiritvi razmer so v naslednjih mesecih odločilno prispevale zunanjepolitične razmere.
Leta 1588 je španski kralj Filip II. pripravljal napad na Anglijo z namenom vrnitve katolištva v Anglijo. Angleška kraljica, ki je potrebovala pomoč nizozemske mornarice, je odtegnila pomoč Angliji naklonjenim političnim strankam v Republiki in ukazala poveljnikom angleške vojske, da sodelujejo z Mavricijem kot vrhovnim poveljnikom.
Mavricij je v oktobru 1589 postal stadhoulder še v provincah Gelderland, Utrecht in Overijjsel (prejšnji stadhoulder je umrl) in s tem dobil neposredni nadzor nad mejnimi utrdbami na vzhodu. Glavni dosežek Oldenbarneveltove politike je bil, da je prenesel, navzlic protestom angleških članov, vojaške in strateške odločitve z raad van state na zvezno skupščino, v kateri je imela vso moč odločanja Holandija. Državni svet je dobil večjo vlogo pri vodenju gospodarstva, postal je upravni organ zvezne skupščine, kar je nekoč že bil. Dejanski snovalec in glavni vodja politike je bil Oldenbarnevelt, formalno pa zvezna skupščina v Haagu. Napetosti v Republiki so bile nevtralizirane. Bila je pripravljena, da izkoristi strateške okoliščine, ki so nastale leta 1590.

## Ozemeljska širitev in zavarovanje meja (1590 - 1609)
Ozemlje Republike je bilo leta 1590 zelo omejeno. Po izgubi Zutphena in Deventra v poznih osemdesetih je bil ves vzhodni del, od Nijmegena do ustja reke Ems, pod špansko oblastjo. Vojska Republike se je umaknila zahodno od reke IJssel, trdnjave na reki so obvladovali Španci. Na jugu je bila meja na Renu in Waalu. A notranje se je vojska utrdila, ekonomsko in organizacijsko. Največ pa je k spremembi vojaškega položaja prispevala odločitev Filipa II., da bo podprl katoliško stran v francoski državljanski vojni, kamor je prestavil velik del španske flandrijske vojske.
Mavricij je 1590 s presenečenjem zavzel Bredo. V letu 1591, ko je njegova vojska štela že 26.000 vojakov, je zavzel trdnjave na reki IJssel vse do Nijmegena. Odslej je lahko nadzoroval ladijski promet na rekah Ren, Waal in IJssel, kar je omogočalo trgovino z Nemčijo in premike enot ob meji z ladjami. Izumil je nove taktike obleganja mest (gibljive topove na platojih, da se držali vrh močvirja, kopanje jarkov, spodkopavanje obzidij, miniranje), ki so skrajšali prej izredno dolgotrajna obleganja trdnjav. Steenwijk je tako padel v 44 dneh, Coevorden, ki je omogočal kontrolo nad reko Drenthe, v 6 tednih. Najbolj odmevno je bilo zavzetje Geertruidenberga na reki Maas v juniju 1593 po 4 mesečnem obleganju, ki so si ga kot turisti prišli ogledat mnogi evropski bogataši. Poleti 1594 je padlo mesto Groningen in dežela je postala 7. provinca Republike.
Ker so se province, zlasti tiste na severovzhodu, ki so imele zgodovinsko najbolj razdrobljeno oblast, med seboj prepirale, kako si bodo razdelile osvojena ozemlja in obmejne trdnjave, je Oldenbarnevelt končno spor rešil tako, da jih je podredil direktno zvezni upravi kot dežele zveze (generaliteitslanden), ustanovil za njihovo upravljanje posebno administracijo in postavil za stadhoulderja Willema Lodewijka, grofa van Nassau-Dillenburg, Mauricijevega svaka, ki je že bil stadhoulder v Friziji in Groningenu.
Druga velika ofenziva se je začela 1597. Mavricij je najprej zavzel glavno mostišče preko Rena Rheinberg, s tem odrezal od zaledja vse španske trdnjave severno od nje: Grol, Oldenzaal, Enschedé, Bredevoort, Ootmarsum, Lingen, ki jih je Mavricij postopno zavzel. (Lingen je zavzel s topništvom, ki ga je pripeljal po morju mimo Emdena.) Vdrl je v nemški pokrajini Lingen in Moers in razširil oblast v dolino Emsa. Zavzetje Grola, ki je padel v 14 dneh, je odpravilo špansko prisotnost na vzhodu, tako da je vojsko in orožje odslej lahko prevažal po rečnih poteh. Tedaj je imel že tehnično najbolj profesionalno in po množičnosti drugo najmočnejšo vojsko v Evropi (leta 1595 32.000, 1599 35.000, 1607 51.000 mož). Zelo se je povečala moč mornarice, ki je zaprla ustji rek Ems in Šelda in blokirala flandrijska pristanišča.
Goldenbarnevelt je v maju 1598 z nezaupanjem gledal sklepanje miru med Španijo in Francijo. V Španiji je ostareli Filip II. formalno predal oblast hčeri Izabeli in njenemu možu nadvojvodi Albertu Avstrijskemu, ki je bil 1599 pripravljena priznati Republiki neodvisnost, če Republika formalno prizna suverenost Španije nad njo in dovoli katoliško bogoslužje na svojem ozemlju. Ponudba je spet sprožila mesece javnih razprav, med drugim tudi o nezanesljivosti političnega in vojaškega položaja na vzhodu in ogromnih stroških armade. Oldenbarnevelt ponudbe seveda ni mogel sprejeti, odločil pa se je, na pobudo Zelandije, pred javnostjo opravičiti za vojsko porabljeni denar. Vojsko je poslal nad oddaljeni  Dunkirk, od koder so od Špancev najeti gusarji napadali ladje Republike. Zaradi zastoja pri prevozu je vojsko na poti ujel vojvoda Albert z 10.000 vojaki. Mavricijeva vojska je bila prisiljena spopasti se na odprtem pri Nieuwpoortu z veliko večjo silo. Mavricij je s premišljeno taktiko bitko sicer dobil, a zmaga je bila nekoristna, ker se je zaradi oddaljenosti od doma moral umakniti. Tisto leto so španske ladje, ki so se v avgustu izmuznile iz Dunkirka, v Severnem morju uničile 36 ladij (preko 10%) nizozemske ribiške flote.
V naslednjih letih sta se nasprotni strani ujeli v pat pozicijo. Nizozemci so držali v šahu Špance, a so morali stalno večati vojsko in graditi nove utrdbe, kar je bilo velika obremenitev za finance. Novi poveljnik flandrijske vojske Ambrozio Spinola je začel oblegati Ostende. Dolgotrajno obleganje je postalo prestižnega pomena. Obe strani sta povečevali vojsko, plemiči iz vse Evrope so si prihajali ogledovat nove oblegovalne tehnike.
Med tem je Mavricij zavzel Grave na Maasu. Poskus zavzetja 's-Hertogenboscha (na zahtevo Holandije) je leta 1603 propadel. A naslednje leto je Mavricij dosegel velik uspeh z zavzetjem trdnjav Sluis, IJzendijk in Aardenburg ob ustju reke Šelde.
Septembra 1604 so, po treh letih in osemdesetih dneh obleganja, padle Ostende ob velikem slavju na španski strani in hvali žrtvovanja za ostale zasedbe na nizozemski strani. S tem je padlo zadnje protestantsko oporišče v Flandriji. Spinola je začel oblegati Sluis, a je v juliju 1605 obleganje prekinil, po hitrem pohodu z vojsko prekoračil Ren in presenetil z zavzetjem Oldenzaala in Lingena in prisilil vojsko Republike, da se je umaknila na IJssel. Na ranljivost vzhodne meje je Spinola ponovno opozoril v juliju 1606, ko je z novimi četami zavzel Grol, Beedevoort in Lochem ter ogrozil Zutphen. Potem se je bojevanje prenehalo.
Začela so se mirovna pogajanja. Diplomatski zapleti pri pogajanjih in velik poraz, ki ga je nizozemski admiral Jacob van Heemskerk zadal španskemu ladjevju v bitki pri Gibraltarju v aprilu 1607, so onemogočili sklenitev trajnega miru. Končno je bilo 1. aprila 1609 sklenjeno dvanajstletno premirje in meja iz leta 1606 je bila zamrznjena do leta 1621, ko se je bojevanje nadaljevalo.